# Temenický hřbitov
Temenický hřbitov se nachází v Šumperku v katastru Dolní Temenice podél horní části ulice Anglická. Byl založen roku 1886 a rozšířen v roce 1934. Uvádí se, že do počátku 21. století zde bylo pohřbeno téměř deset tisíc obyvatel Šumperka a Temenice. Najdete zde hroby s nápisy českými i německými.

## Historie

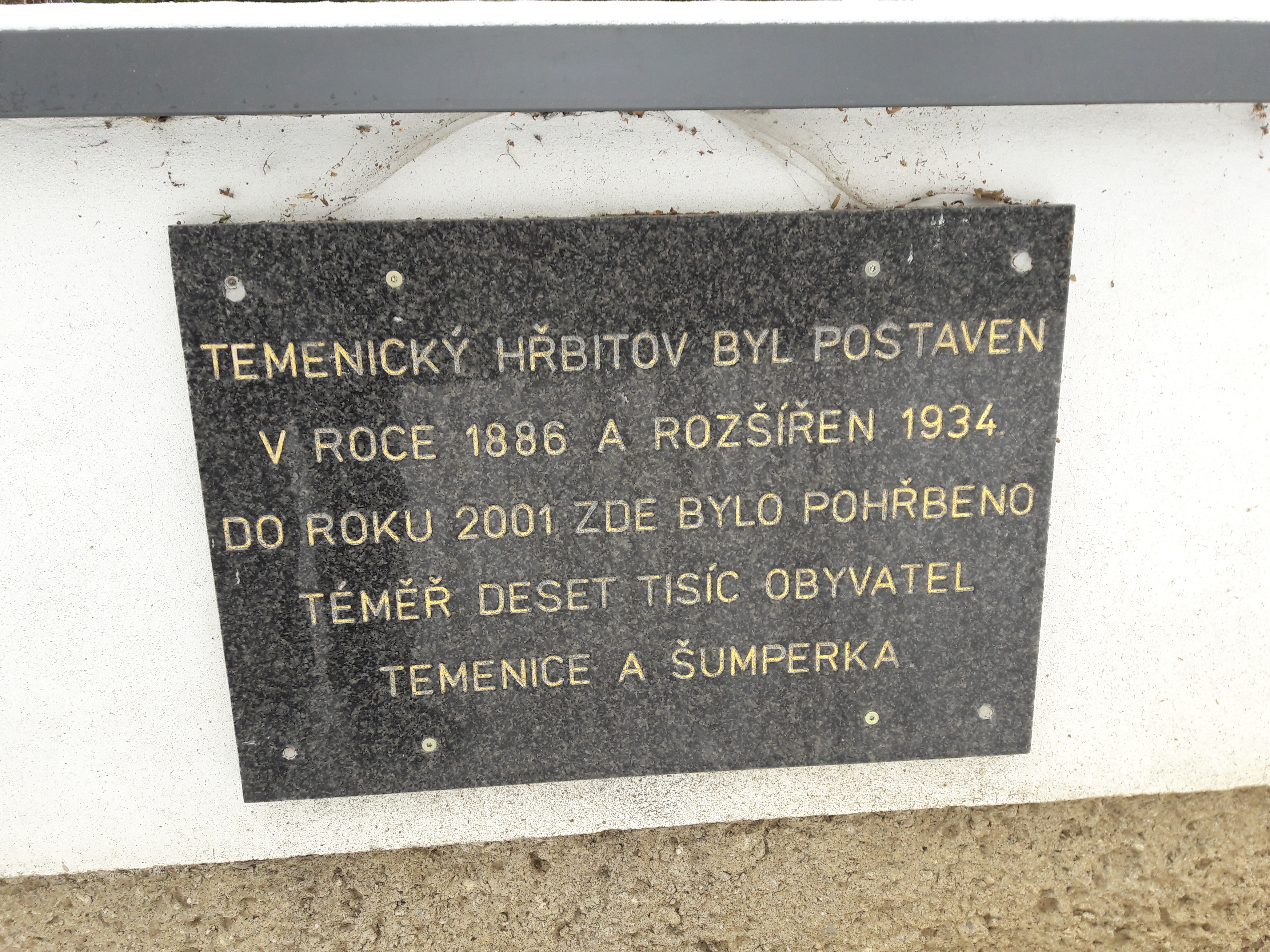
Pamětní deska na hřbitovní zdi

Obyvatelé Temenice neměli až do roku 1886 vlastní hřbitov. Byli pohřbíváni v Šumperku u kostela sv. Barbory v místech dnešních Jiráskových sadů, kde byl v roce 1606 zřízen nový hřbitov. Šumperskými zastupiteli bylo počátkem roku 1885 rozhodnuto, že od 1. září 1886 bude pohřbívání na tomto místě ukončeno a nové pohřebiště bude založeno u Zábřežské ulice, kde je doposud.
19. května 1885 rozhodla temenická obecní rada, že si Temenice vlastní hřbitov postaví. Za 1000 zlatých koupila obec od lichtenštejnského dvora pozemek. Ing. Muhlwaser navrhl plán hřbitova s obvodovou zdí, márnicí a domem pro hrobníka. Vlastní stavby se ujal Anton Schwestka, studnu vykopal studnař Riesner a železnou bránou vytvořil kovář Georg Schmachtel. Náklady vyšly celkem na více než deset a půl tisíce zlatých. Jelikož se nepodařilo se šumperským farním úřadem dojednat vysvěcení nového hřbitova, rozhodla obec předat pohřebiště občanům 1. července 1886 bez slavnostního ceremoniálu.
První pohřeb na novém hřbitově proběhl 12. července 1886. Až do své smrti v roce 1908 byl hrobníkem Josef Neumann. Pohřbíval občany Horní i Dolní Temenice už dříve na již zmíněném hřbitově u kostela sv. Barbory.
V roce 1919 dokoupila obec další pozemek za jižní obvodovou zdí. O ten byl hřbitov rozšířen v roce 1934. To provedla stavební firma Schmidt-Poisel a v roce 1935 studnař Blanarsch z Libiny vykopal další studnu.

V devadesátých létech 20. století vedl neutěšený stav hřbitova pod správou Technických služeb až k zákazu zakládání nových hrobových či urnových míst.

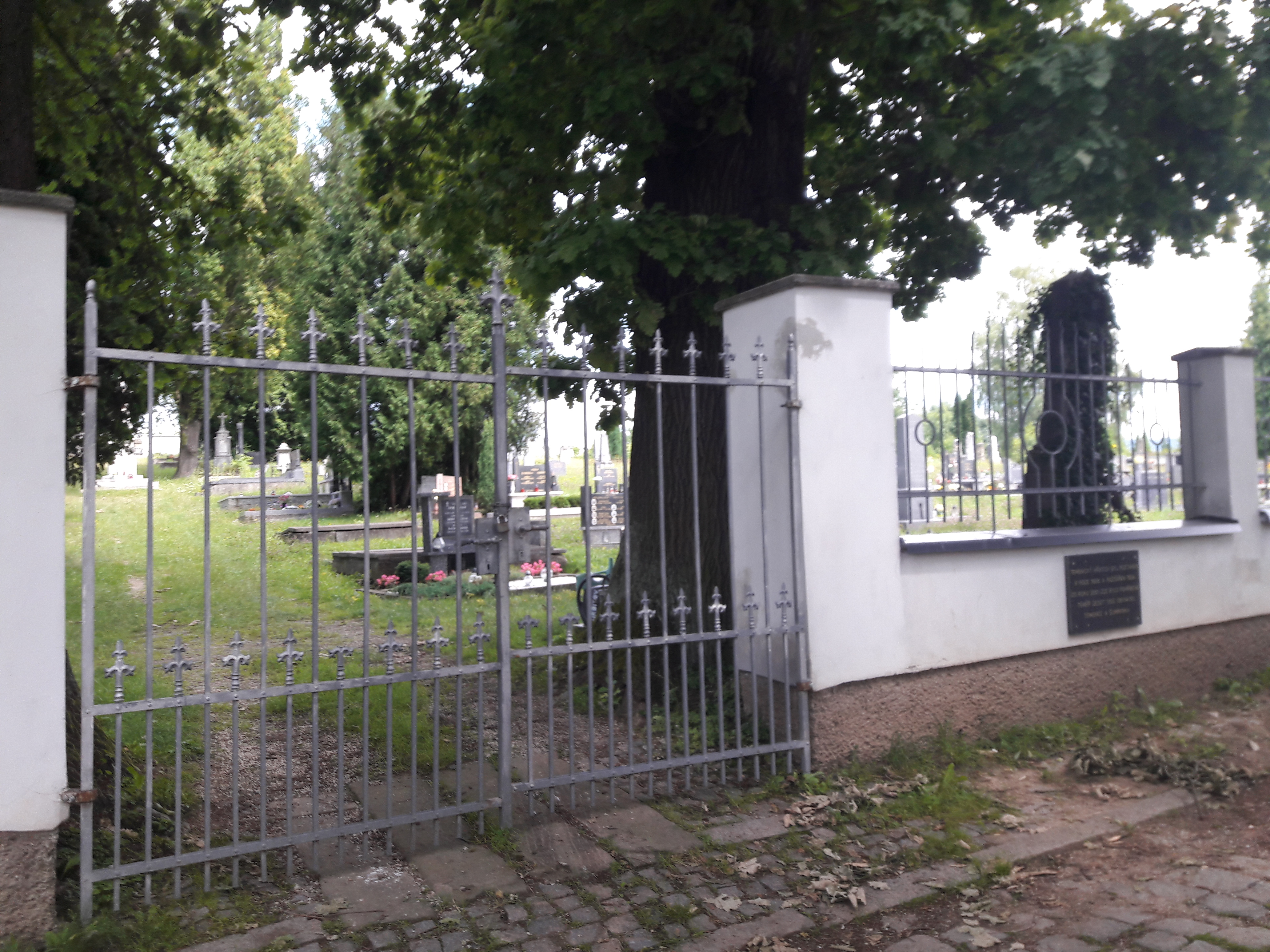
Hlavní vstupní brána

V roce 1997 přešla správa hřbitova z Technických služeb města na Podniky města Šumperka a.s. a v roce 2000 byla radou města správci hřbitova (PMŠ, a.s.) uložena povinnost zabezpečit v následujících letech pietní údržbu hřbitova a zahájit postupné uvedení hřbitova do klidu. Pokračovalo se tak v předchozí praxi další hrobová ani urnová místa nerozšiřovat.
V roce 2001 bylo rozhodnuto o rekonstrukci hřbitovní zdi. V září téhož roku vzala rada města na vědomí petici občanů k rekonstrukci Temenického hřbitova s tím, že hroby při rekonstrukci otvírány nebudou a do 31. 12. 2001 bude na hřbitově osazena pamětní deska.
V roce 2002 byl upraven řád pohřebiště a v následujícím roce 2003 i na základě požadavků občanů byl schválen s účinností od 1. 10. 2003 stejný režim Temenického hřbitova jako je u hřbitova Šumperk, tedy i obnovení pohřbívání jako na centrálním hřbitově.
V roce 2004 byla zahájena obnova zděného oplocení hřbitova a byla realizována ve 4 etapách do roku 2008.

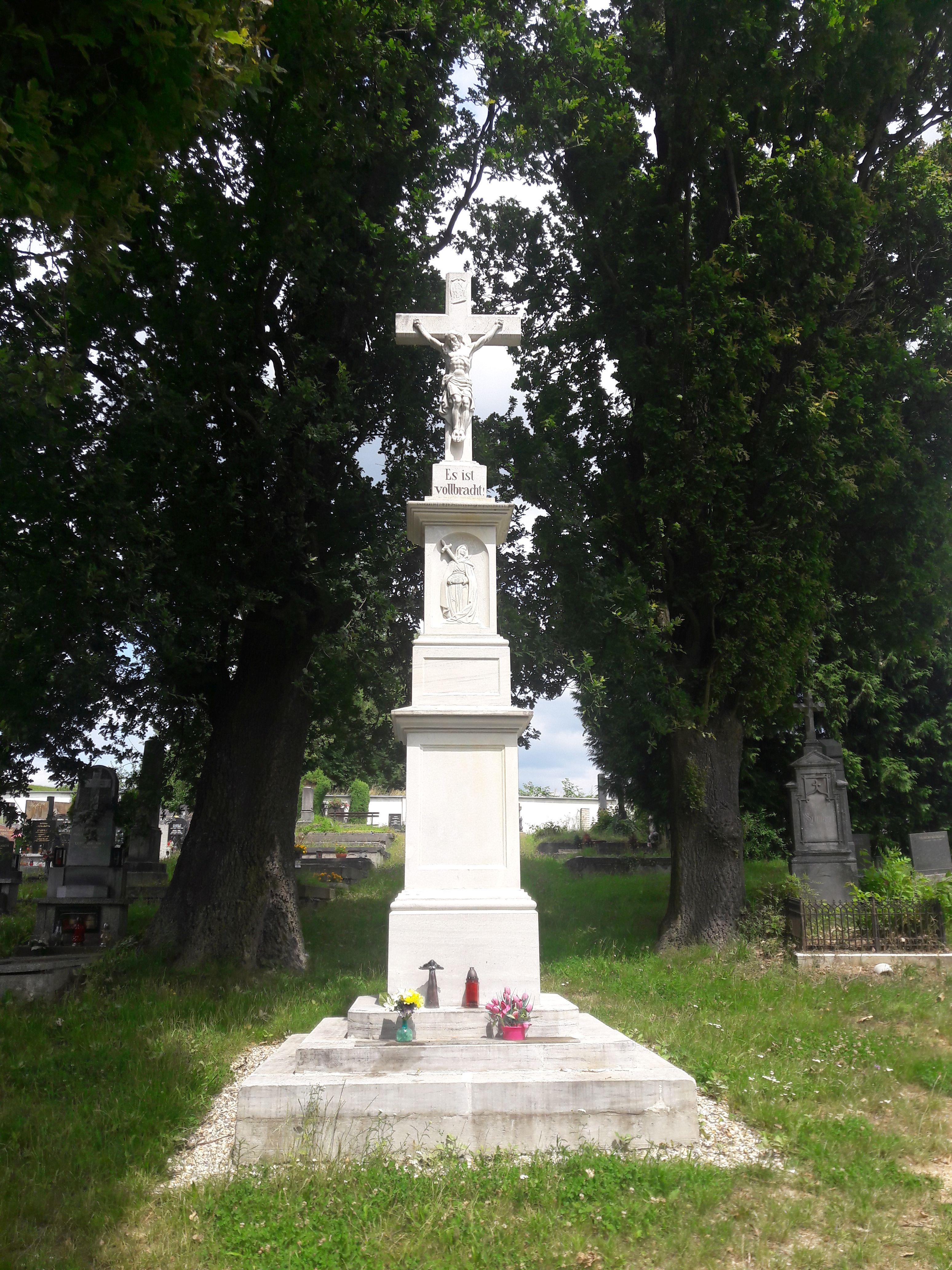
Centrální kříž

## Centrální kříž
Centrální kříž z lipovského mramoru pochází z roku 1886. Symbolizuje vykoupení a záruku budoucího vzkříšení a na hřbitov jej darovali manželé Franz a Magdaléna Rotterovi. Nejspíš pochází z kamenické dílny rodiny Grögerů z Lipové, konkrétně od kamenosochaře Heinricha Grögera. Ten také v letech 1884 a 1888 vytvořil na náklady obce mramorové náhrobky čestných hrobů manželů Schubertových a Ledelových. Ty se nachází vpravo za centrálním křížem. Pět buků u brány hřbitova a u centrálního kříže zasadil lesní dozorce Johann Haschke.

## Hrobka šumperského stavitele Antona Schwestky

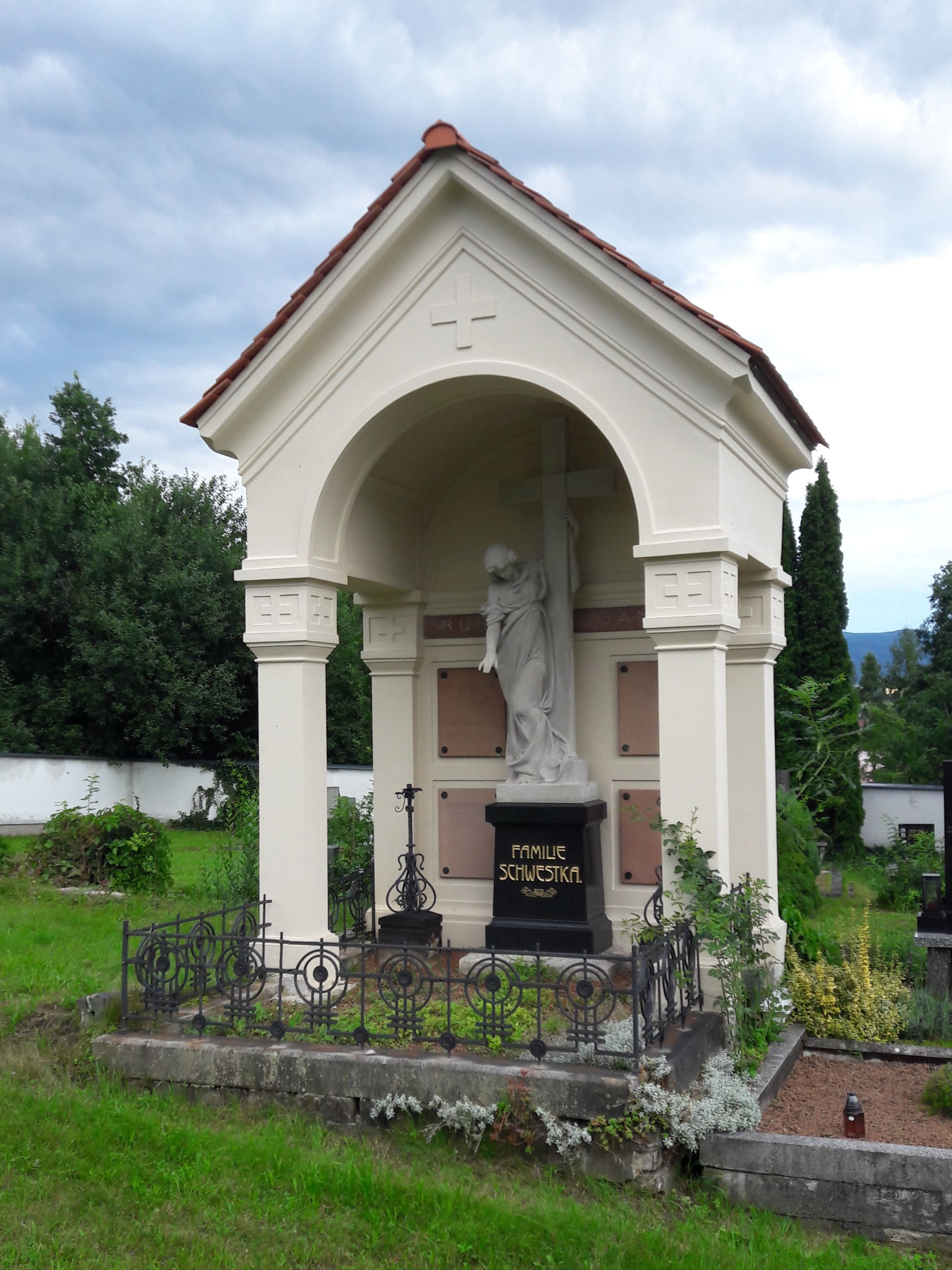
Hrobka Antona Schwestky

Náročnou a nákladnou opravou za téměř půl milionu korun prošla v r. 2019 hrobka významného šumperského stavitele Antona Schwestky z konce 19. století.
Stavitel Anton Schwestka pocházel z Klášterce. Jeho jméno je spojeno s budováním temenického hřbitova v letech 1885 až 1886 či stavbou školy v Dolní Temenici. Jeho syn Anton se podílel na stavbě kina Saxinger, které později neslo název Svět.
Hrobka s mramorovou dívčí sochou už byla ve velmi špatném technickém stavu a samotné plastice chyběla ruka. Poškozena byla její střecha, omítky, architektonické prvky, socha či oplocení. Rekonstrukce (mj. olomoucký kamenosochař Tomáš Hořínek) z roku 2019 jí sice sebrala jistou patinu, ale naopak hrobce vrátila její někdejší krásu. Restaurování sochařských prvků vyšlo na 160 tisíc korun, dalších tři sta tisíc stály stavební práce. O náklady na rekonstrukci hrobky se podělilo město Šumperk, na obnovu přispěl sto tisíci korunami také Česko-německý fond budoucnosti, tisíc eur pak věnoval soukromý dárce.
Schwestkova hrobka byla postavena v letech 1886 až 1887 a má podobu, které se říká „castrum doloris“. Uvnitř otevřené zastřešené hrobky stojí na podstavci socha dívky v životní velikosti pocházející z olomouckého ateliéru sochaře Mizery. Na zadní stěně jsou umístěny čtyři nápisové desky, z nichž jedna je prázdná. Anton Schwestka zemřel v roce 1905 a poslední tam byla pohřbena roku 1930 jeho manželka Anna.

## Hroby významných osobností

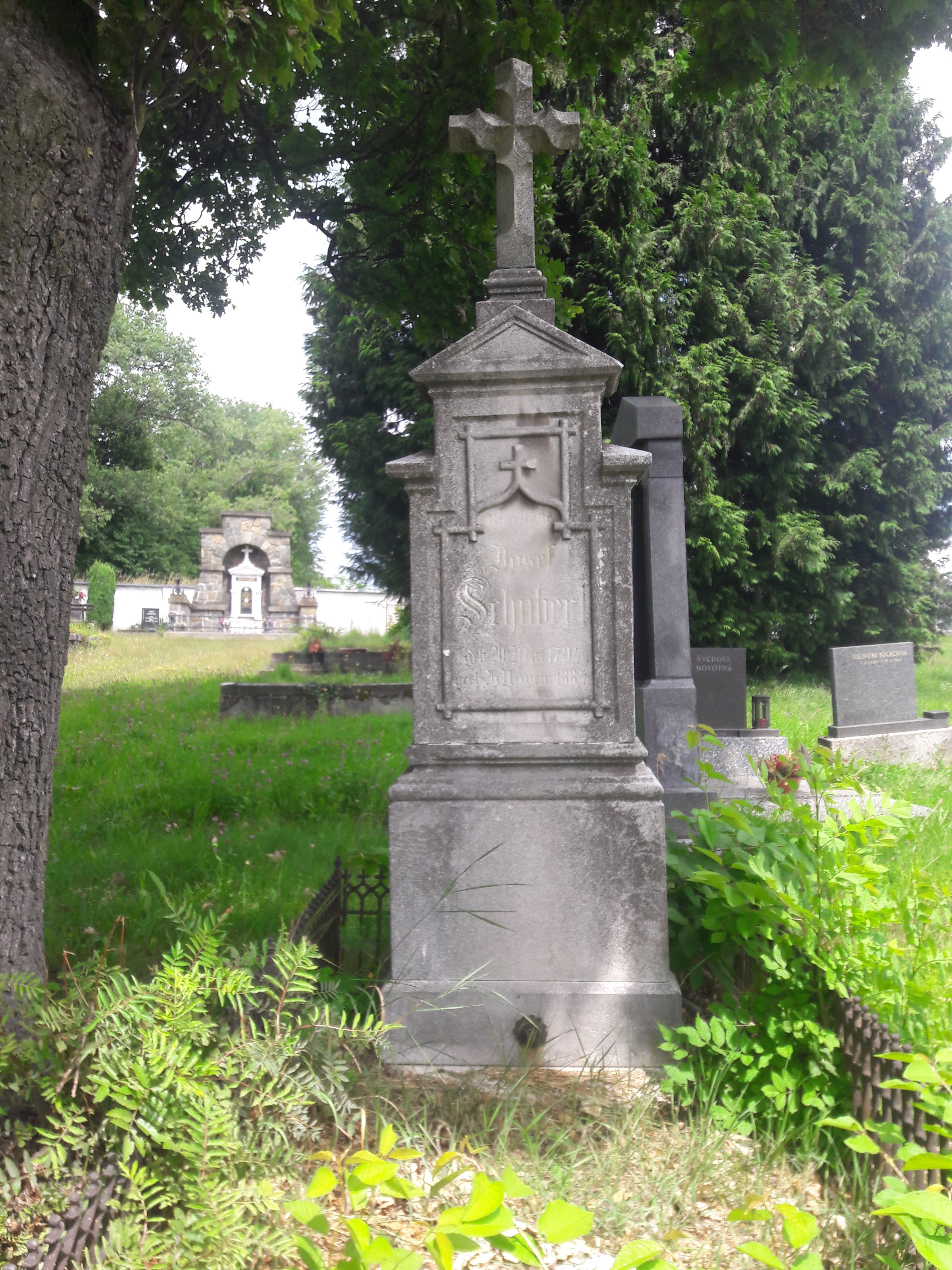
Hrob manželů Schubertových

- Anton Schwestka (1845–1905) – architekt a stavitel
- Josef Schubert (1794–1884) – temenický lidumil, držitel Dělového kříže, který se uděloval rakouským vojákům za účast na tažení proti Napoleonovi v letech 1813–1814[1][3]